# Friedrich von Matthisson
Friedrich von Matthisson (Hohendodeleben, (Magdeburg mellett), 1761. január 23. – Wörlitz, 1831. március 12.) német költő, író.

## Élete, költészete
Halléban végezte teológiai és filológiai tanulmányait, azután 1781–1784 között tanár volt Dessauban, majd nevelősködött és két évig Nyonban élt; 1790–1794 között Lyonban is nevelősködött. 1794-től 1812-ig Lujza anhalt-dessaui hercegnő fölolvasója és útitársa, 1812-től pedig a württembergi király főkönyvtárnoka volt. 1809-ben nemességet kapott.
Költeményei először 1787-ben jelentek meg összegyűjtve (már előbb is: Lieder, 1781) és attól kezdve sok kiadást értek. Matthisson korának egyik legnépszerűbb német költője lett. Kedvelt műfajai: az elégia és a tájleíró költemény; az előbbiben túlságosan érzelgős, az utóbbiban egyik utolsó képviselője a leírás jelzőt jelző mellé, képet kép mellé rakó, elavult módszerének, melyet már Lessing megtámadott Laokoonjában. De épp lágy érzelgőssége, melyet nagy formai gonddal, választékos nyelven juttatott kifejezésre, tette költeményeit korában annyira kedveltté. Még Schiller is kedvezően nyilatkozott róla, és elsőrangú mesterek zenésítették meg dalait (pl. Beethoven az Adelaide című szép költeményt). A szentimentalizmus divatja múltán költészete veszített népszerűségéből. Korunkban már csak irodalomtörténeti jelentősége van. Érdekesek Visszaemlékezései (Erinnerungen, 1810–1816, 5 kötet), melyekben számos utazását írja le és jeles kortársairól mesél, akikkel találkozott. Összes munkái 1825–1829 között jelentek meg nyolc kötetben. 
Korának magyar irodalmára, így Kis János, Kisfaludy Sándor, Bajza József lírájára is jelentős hatással volt. Hatása leginkább Berzsenyi első alkotói korszakának több versén érezhető, aki azonban 1809-ben már Matthisson „piperéjéről” írt Kazinczynak szóló egyik levelében.